# Dungeons & Dragons: Warriors of the Eternal Sun
Dungeons & Dragons: Warriors of the Eternal Sun är ett rollspel från 1992 utvecklat av Westwood Associates till Sega Mega Drive.
Dungeons & Dragons: Warriors of the Eternal Sun utspelar sig i fantasyvärlden Mystara. Spelaren leder en grupp bestående av fyra personer, där striderna är turordningsbaserade. Spelet kännetecknas av upptäckande av omgivningar, införskaffande av diverse föremål och karaktärsutveckling.